# Bukit Makmur (Muara Sahung)
Bukit Makmur is een bestuurslaag in het regentschap Kaur van de provincie Bengkulu, Indonesië. Bukit Makmur telt 884 inwoners (volkstelling 2010).